# Inga pezizifera
Inga pezizifera är en ärtväxtart som beskrevs av George Bentham. Inga pezizifera ingår i släktet Inga och familjen ärtväxter. Inga underarter finns listade i Catalogue of Life.